# Aston Martin DBX
L'Aston Martin DBX est un SUV de luxe du constructeur automobile britannique Aston Martin commercialisé début 2020. Il est le premier Sport Utility Vehicle et le premier véhicule 5 places de la marque mais également la première Aston Martin à transmission intégrale.

## Présentation
L'Aston Martin DBX est présenté le 20 novembre 2019 à Pékin en Chine avant sa première exposition publique au salon de Los Angeles 2019, pour une commercialisation au second semestre 2020.
Le SUV est produit dans la nouvelle usine Aston Martin de St Athan au pays de Galles, sur une ancienne base de la Royal Air Force, à partir de la fin 2019.
Après les SUV de luxe Rolls-Royce Cullinan et Bentley Bentayga, Aston Martin se lance lui aussi dans la catégorie des SUV luxueux. Son design se rapproche plus des SUV Maserati Levante ou Jaguar F-Pace, avec sa ligne arrière fuyante. Il est le concurrent direct du Lamborghini Urus qui, comme pour le DBX, permet d'augmenter significativement les chiffres de vente de sa marque.

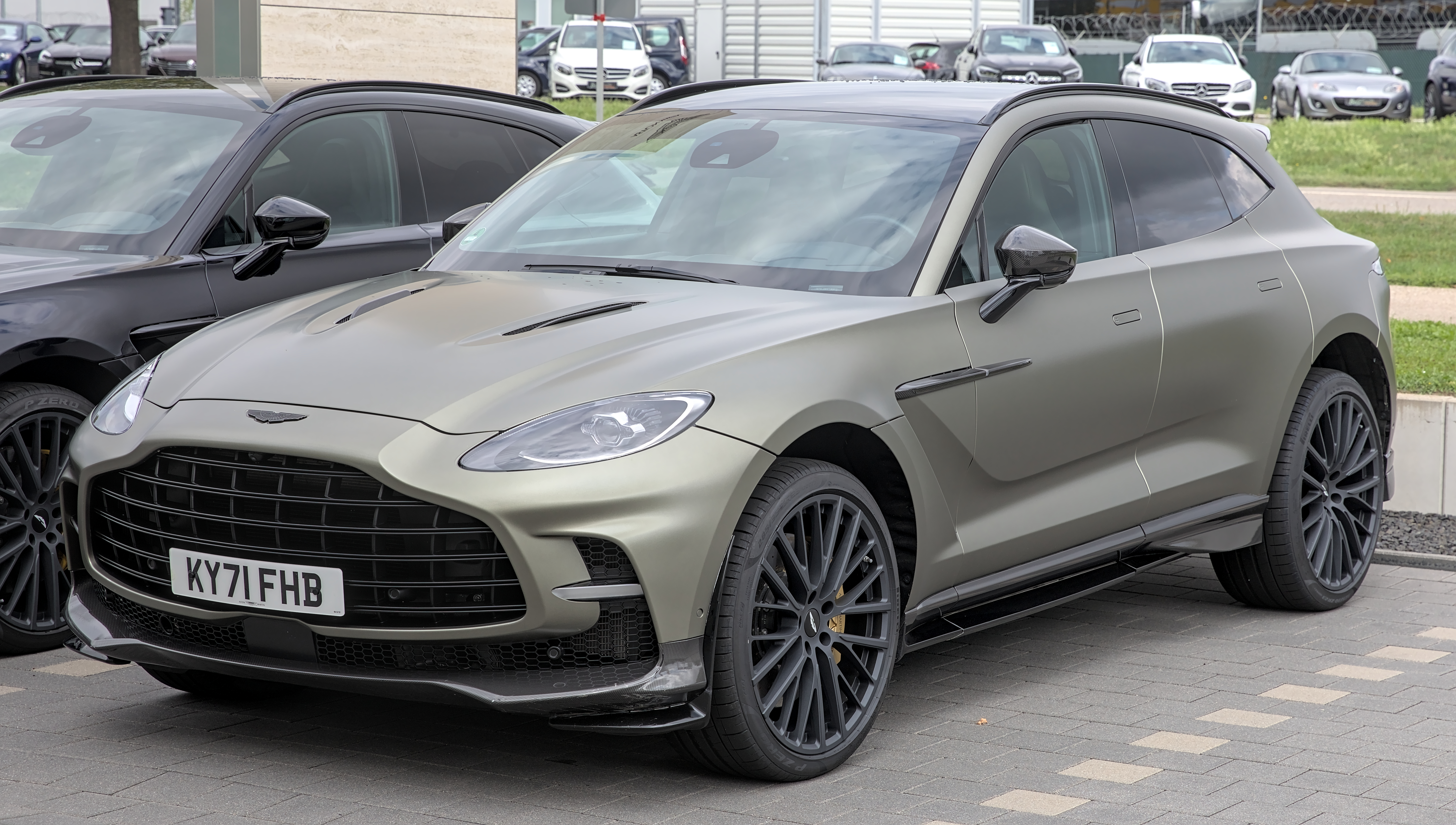
Vue avant
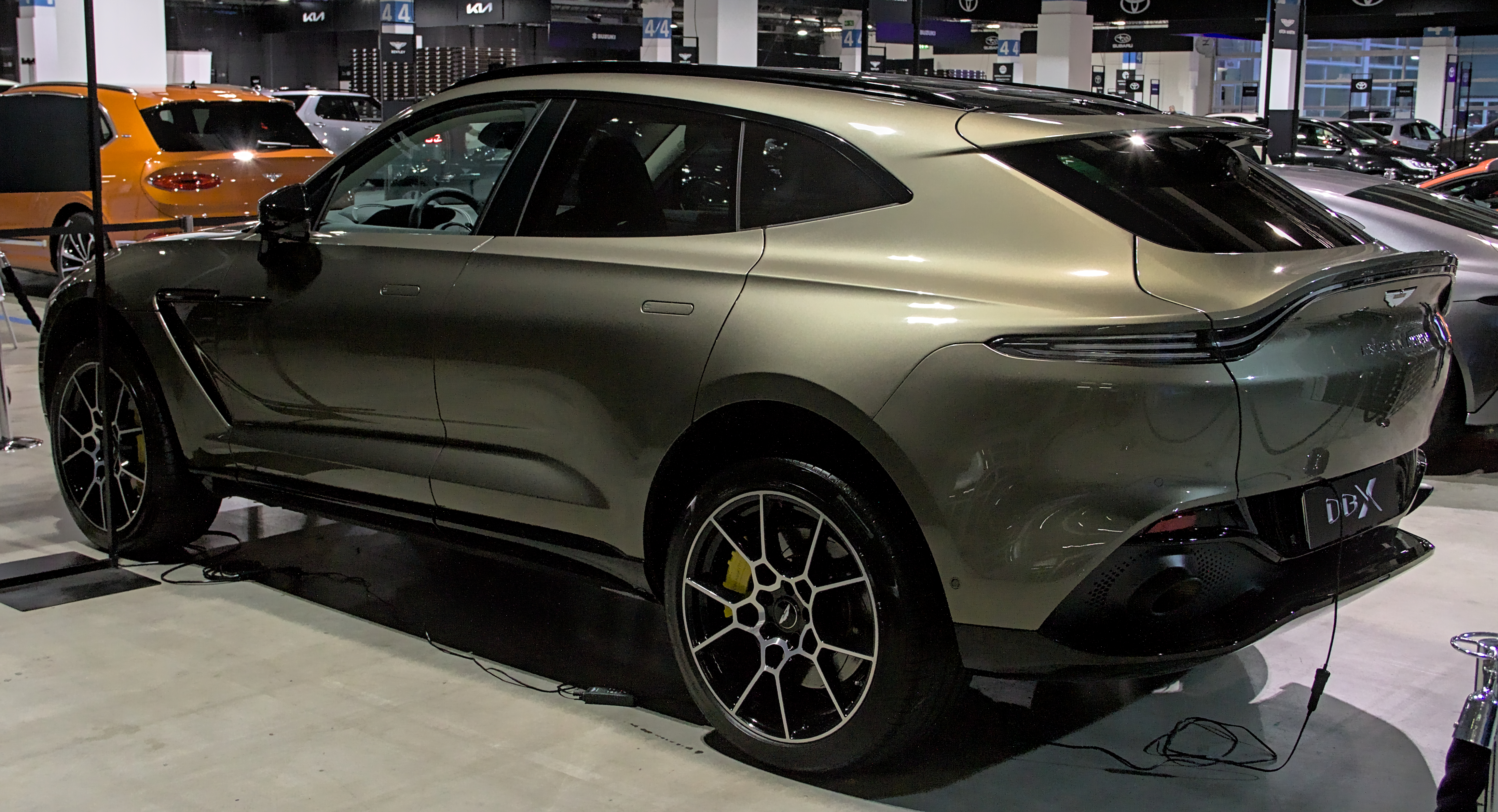
Vue arrière
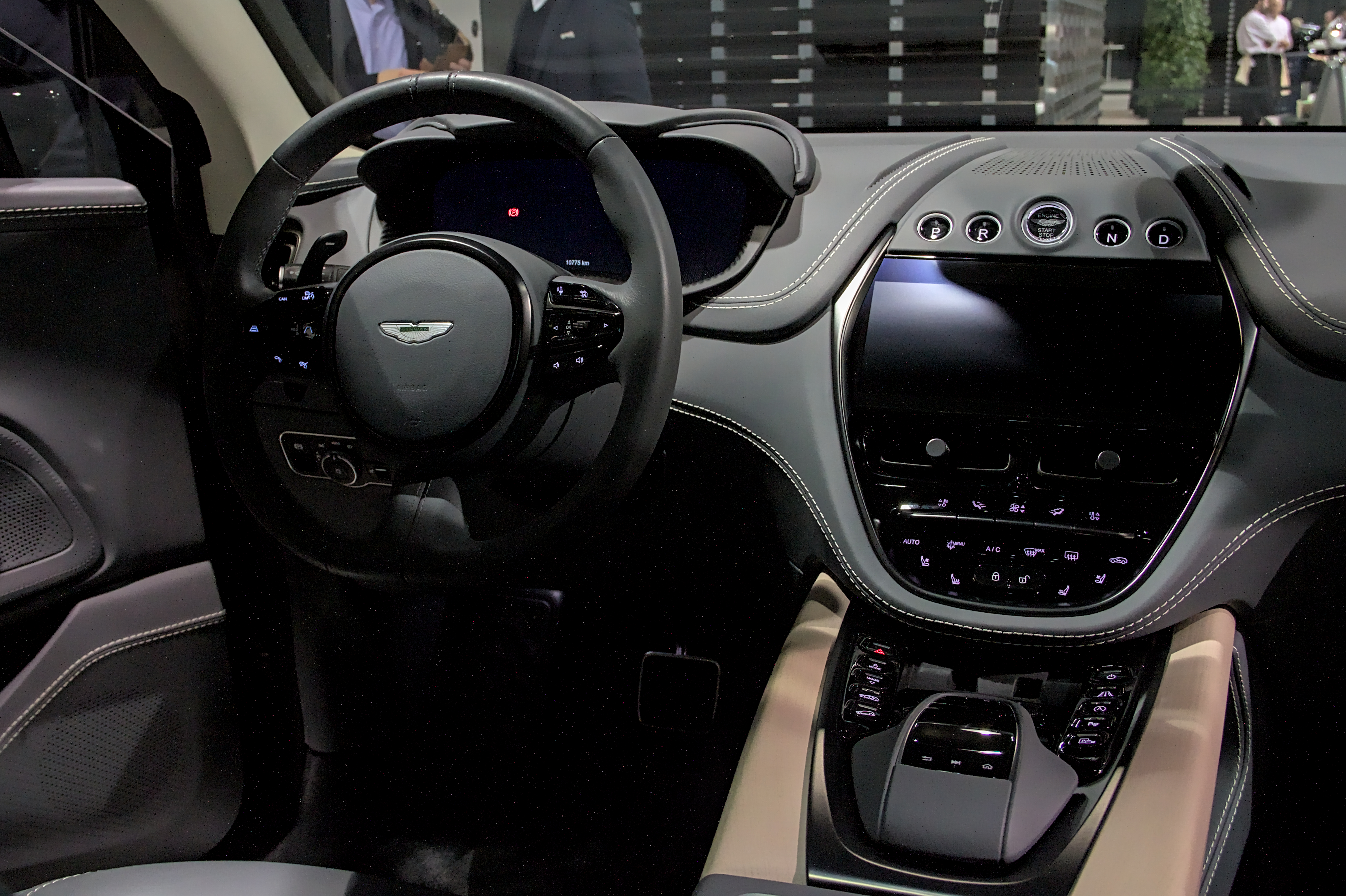
Intérieur

### Phase 2

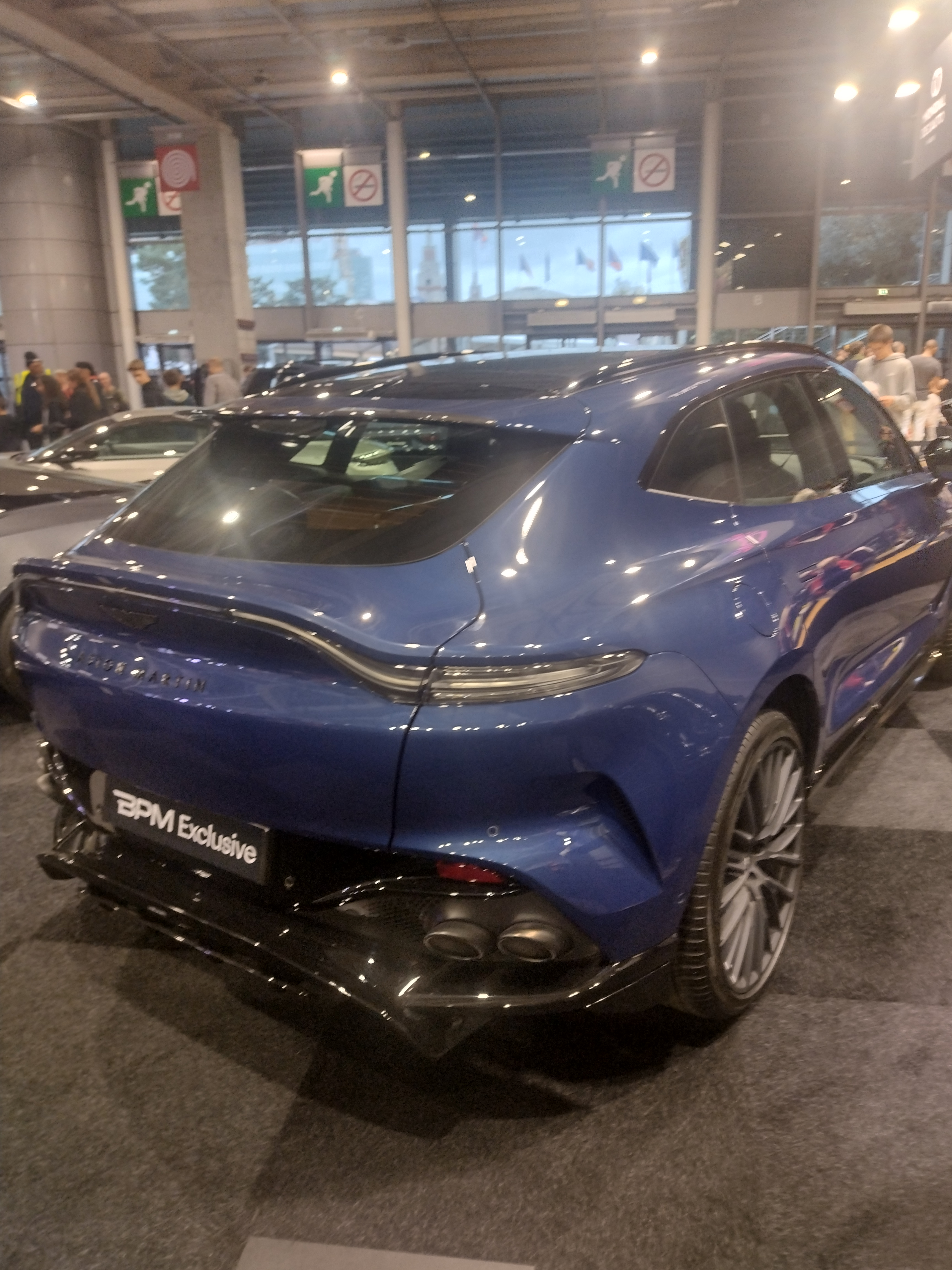
Vue arrière.

La version restylée du DBX est présentée le 22 avril 2024, avec une nouvelle planche de bord dotée d'un écran de 12,3 pouces pour l'instrumentation, et un écran tactile central de 10,25 pour l’info-divertissement. Seule la motorisation de 707 ch est disponible dorénavant.

## Caractéristiques techniques

### Technologie
Le DBX bénéficie d'une instrumentation numérique composée d'un écran de 31 cm et la planche de bord est équipée d'un écran tactile de 27 cm.
Le DBX dispose de quatre roues motrices associées à une boîte automatique à 9 rapports (9G-Tronic) à convertisseur de couple d'origine Mercedes-Benz, ainsi que des dernières technologies telles qu'un différentiel central actif, un différentiel électronique arrière à glissement limité (eDiff), une suspension pneumatique adaptative à chambre, un système de contrôle anti-roulis électrique 48V (eARC), ou encore d'amortisseurs électroniques adaptatifs.

### Motorisation
L'Aston Martin DBX est motorisé par le V8 4.0 biturbo AMG qui équipe aussi l'Aston Martin Vantage poussé à 550 ch.
Il devrait aussi profiter d'une motorisation hybride provenant de son actionnaire Mercedes-Benz.
En novembre 2021, Aston-Martin propose sur le marché chinois, un nouveau moteur. Il s'agit d'un 6-cylindres en ligne 3.0 d'origine Mercedes-Benz. Déjà vu sur la Classe E 53 AMG, ce moteur développe une puissance de 435 chevaux.

#### Aston Martin DBX707
Le 1er février 2022, le constructeur britannique présente DBX707, le SUV le plus puissant de la production mondiale doté d'un V8 4.0 de 707 ch et de 900 N m de couple, toujours d'origine Mercedes-Benz, pour un total de 2 245 kg.

Aston Martin DBX707 au Chantilly Arts & Elegance Richard Mille 2022
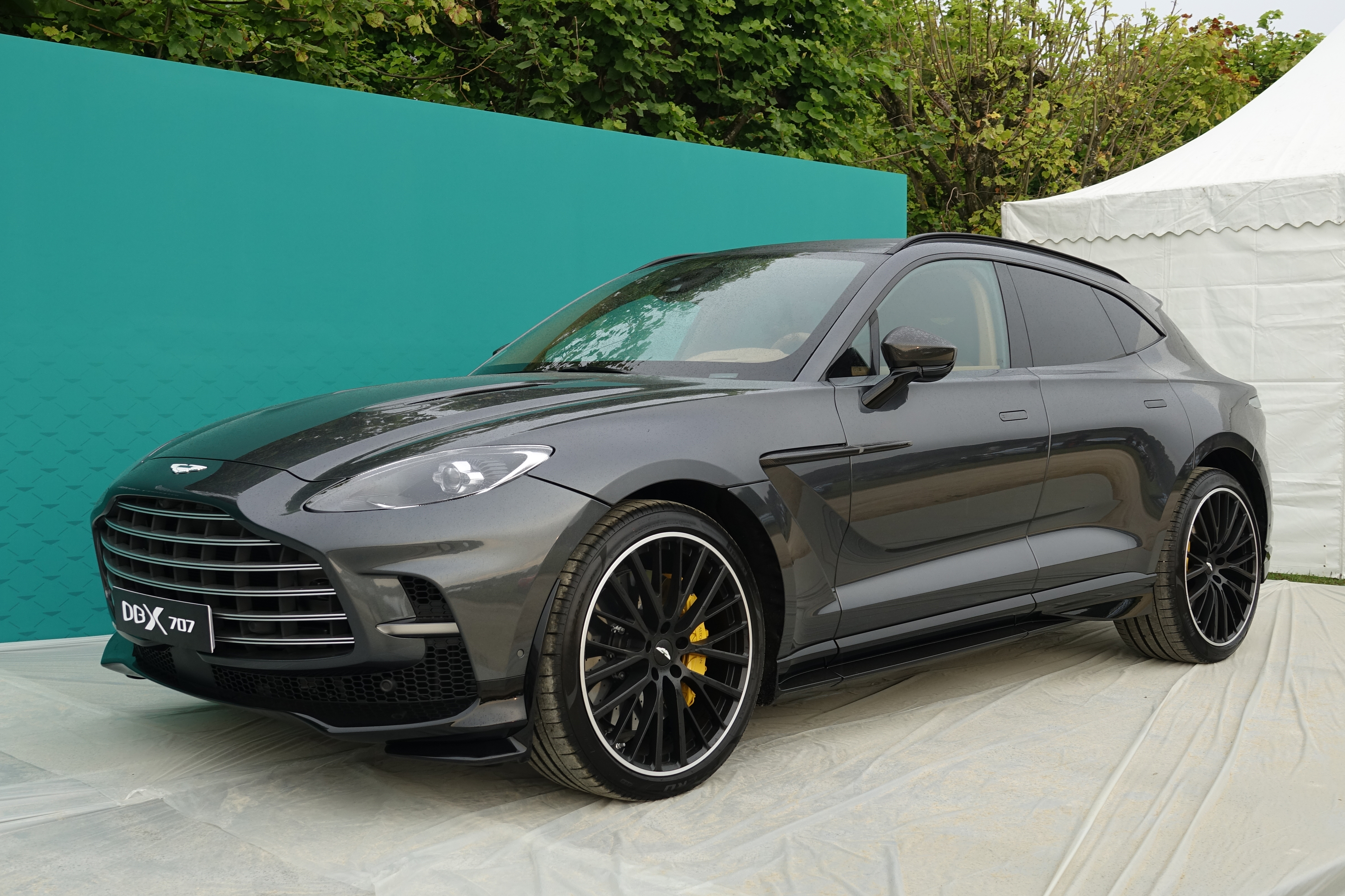
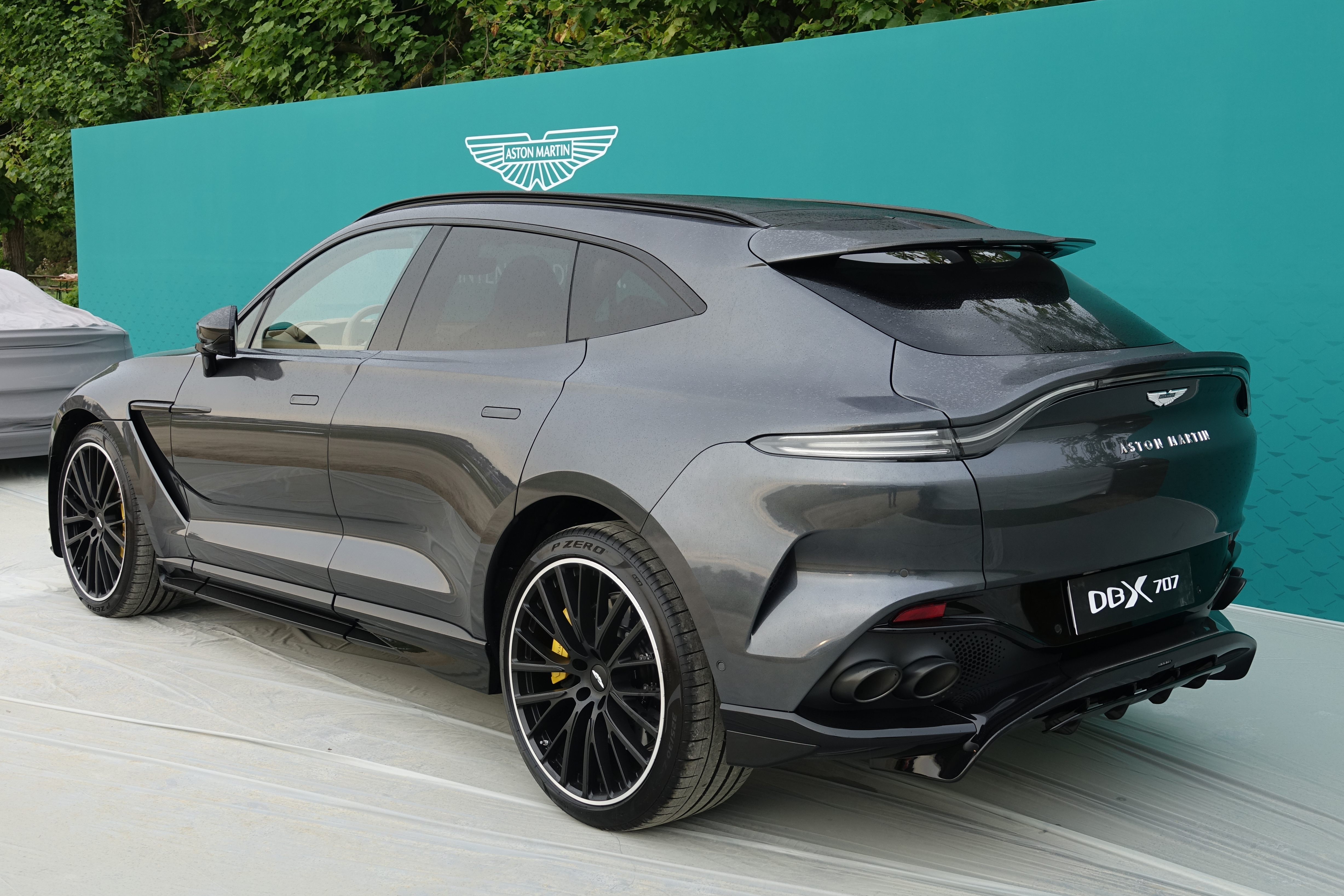
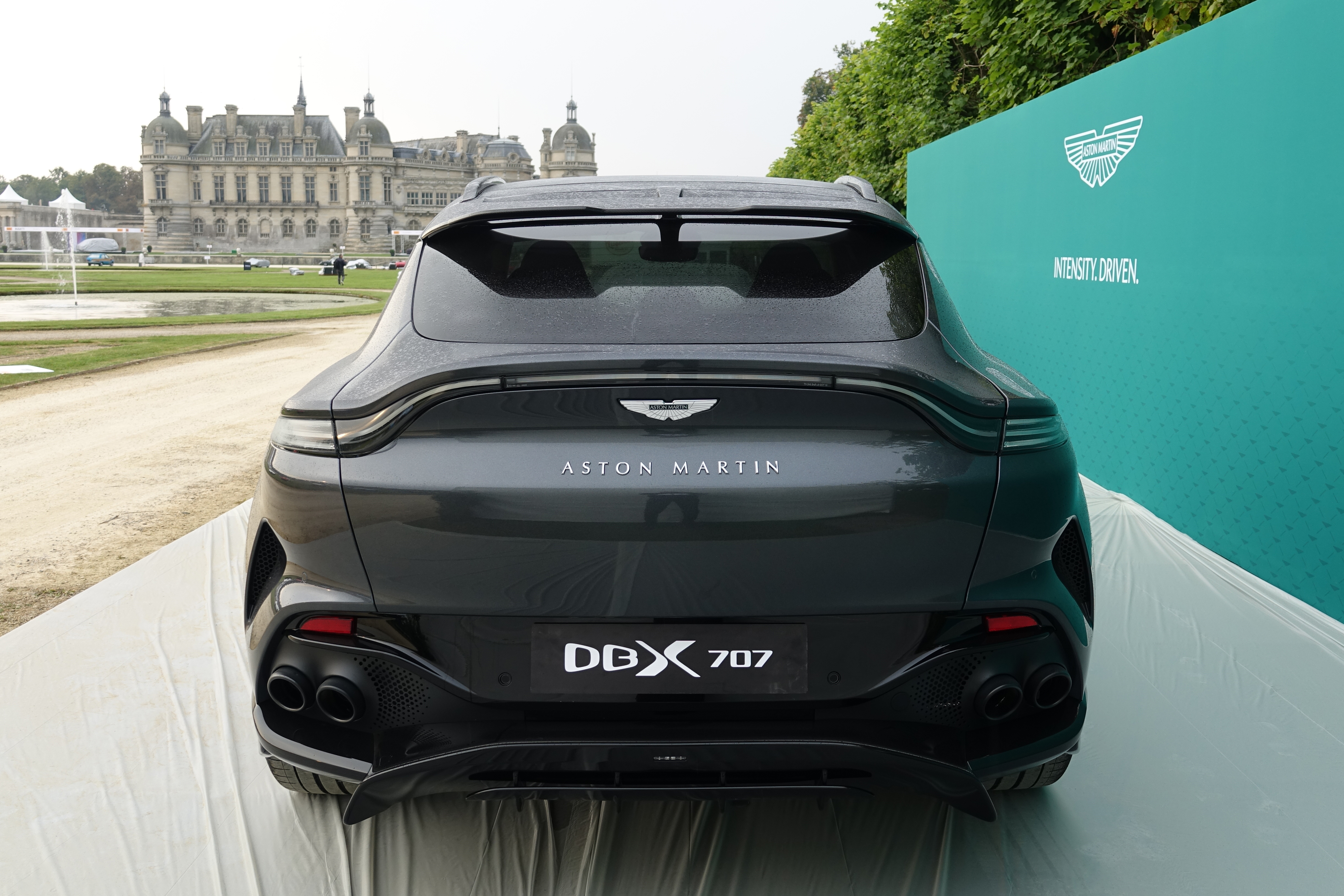
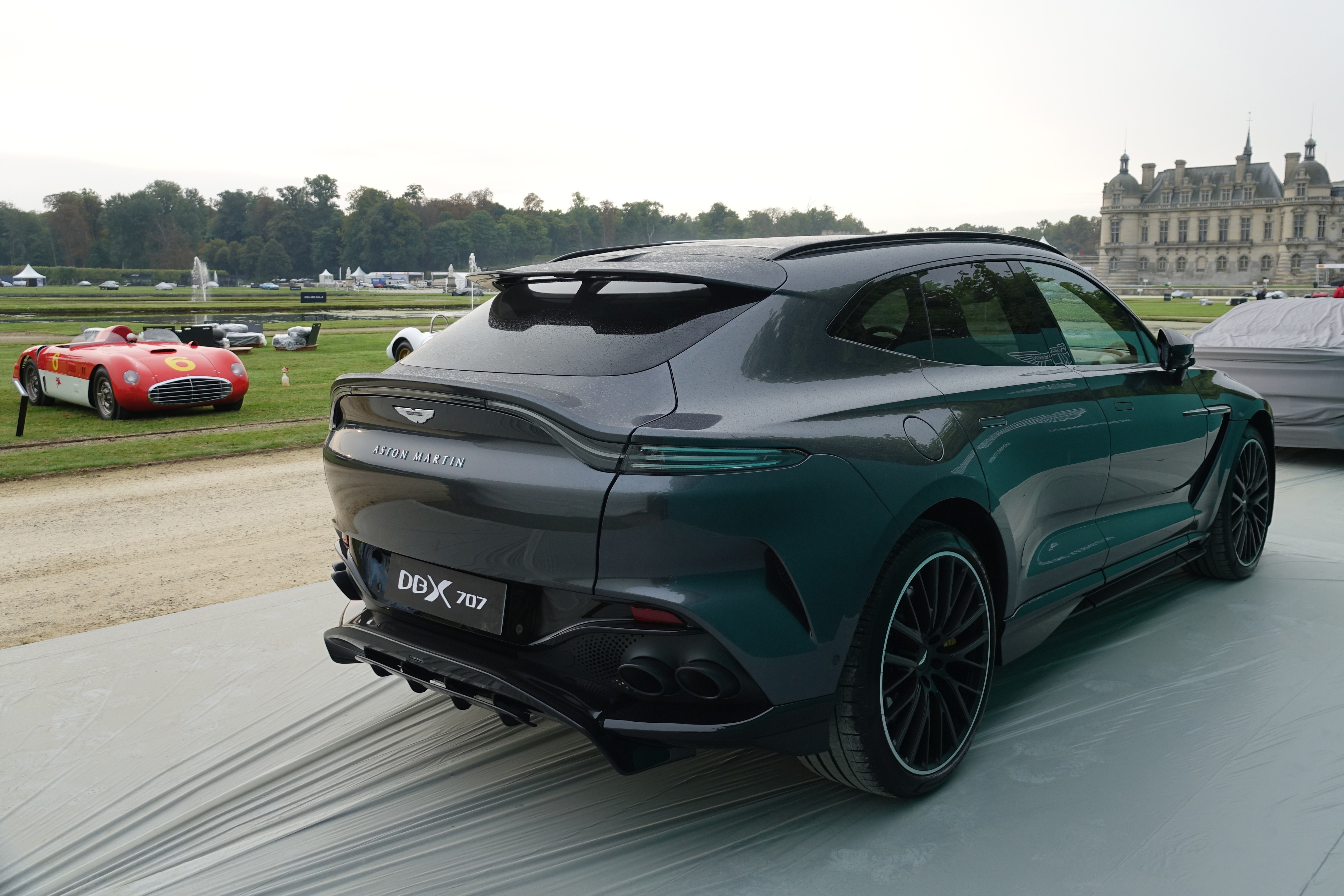

#### Aston Martin DBX S
Le 30 avril 2025, la firme de Gaydon dévoile le DBX S, un SUV plus puissant que le DBX707 doté d'un V8 Mercedes-Benz AMG de 727 ch.
| Logo de Aston Martin           | Caractéristiques techniques          | Caractéristiques techniques          | Caractéristiques techniques          | Caractéristiques techniques |
| Logo de Aston Martin           | DBX 3.0 (en Chine uniquement)        | DBX V8                               | DBX707                               |                             |
| ------------------------------ | ------------------------------------ | ------------------------------------ | ------------------------------------ | --------------------------- |
| Moteur                         | 6-cylindres en ligne                 | 8-cylindres en V                     | 8-cylindres en V                     |                             |
| Code moteur                    | M256 E30 DEH LA G                    | M177                                 | M177                                 |                             |
| Admission                      | Turbocompressé                       | Bi-turbocompressé                    | Bi-turbocompressé                    |                             |
| Cylindrée (cm3)                | 2999                                 | 3982                                 | 3982                                 |                             |
| Puissance maximale ch (kW)     | 435 (320)                            | 550 (405)                            | 707 (520)                            |                             |
| au régime de : (tr/min)        |                                      | 6 500                                |                                      |                             |
| Couple maximal (N m)           | 520                                  | 700                                  | 900                                  |                             |
| au régime de : (tr/min)        |                                      | 2 200 à 5 000                        |                                      |                             |
| Boîte de vitesses              | Automatique à 9 rapports (9G-Tronic) | Automatique à 9 rapports (9G-Tronic) | Automatique à 9 rapports (9G-Tronic) |                             |
| Transmission                   | Intégrale                            | Intégrale                            | Intégrale                            |                             |
| Vitesse maximale (km/h)        |                                      | 291                                  | 310                                  |                             |
| 0-100 km/h (s)                 | 5,4                                  | 4,5                                  |                                      |                             |
| Consommation (L/100 km)        | 10,5                                 | 14,3                                 |                                      |                             |
| Émissions de CO2 (en g/km)     |                                      | 269                                  |                                      |                             |
| Masse à vide (kg)              |                                      | 2 245                                |                                      |                             |
| Capacité du réservoir (litres) |                                      | 85                                   |                                      |                             |
| Norme environnementale         | Euro 6d-temp                         | Euro 6d-temp                         | Euro 6d-temp                         |                             |

## Série spéciale
- 1913 Package : hommage à l'année de naissance de la marque et limitée aux 500 premiers exemplaires[16].
- DBX by Q[17]

## Concept car

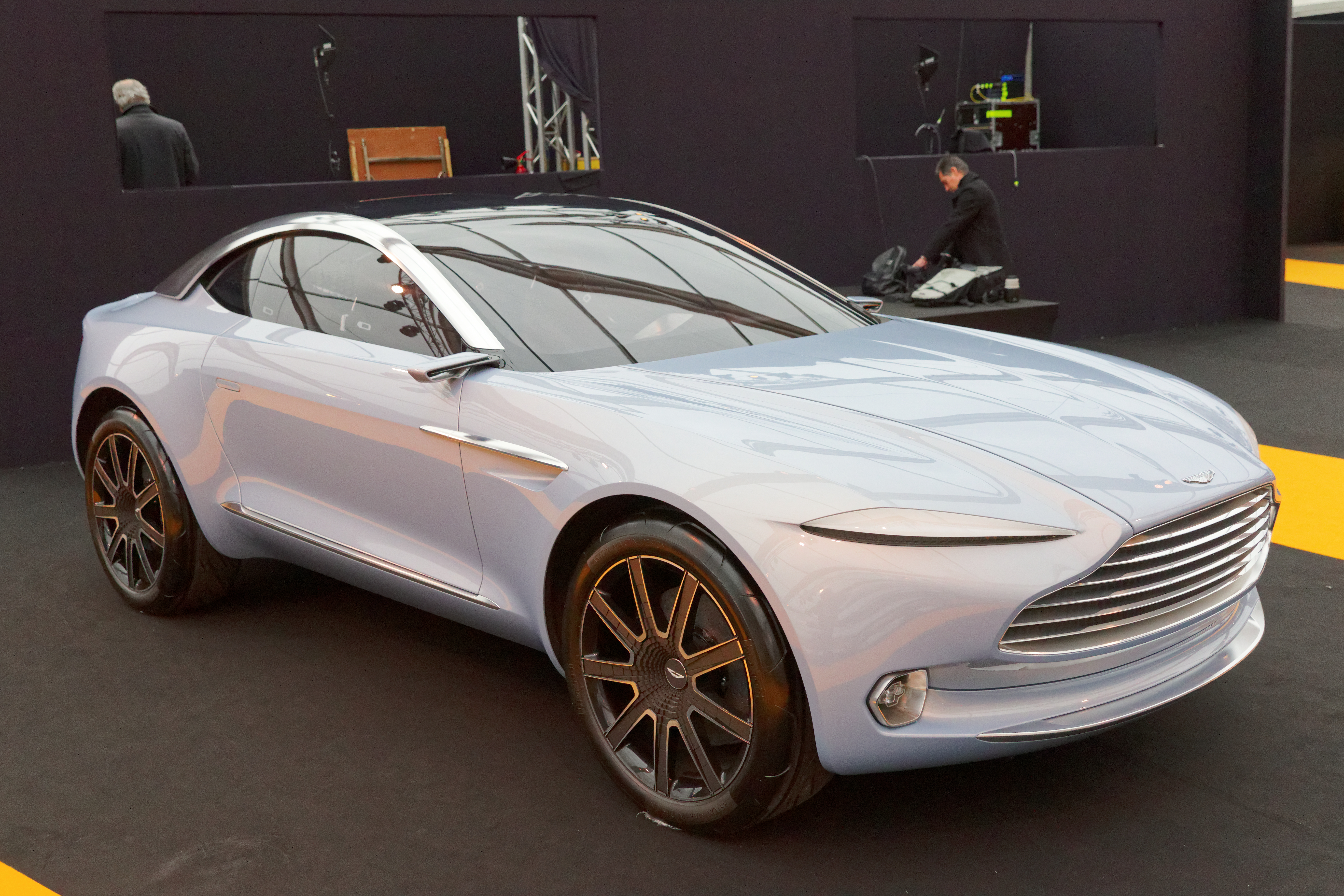
Aston Martin DBX Concept 2015.

L'Aston Martin DBX est préfigurée par l'Aston Martin DBX Concept présenté au Salon international de l'automobile de Genève 2015. La version de série diffère néanmoins largement du concept-car, celui-ci est un SUV coupé électrique équipé de moteurs intégrés dans les roues, alimentés par une batterie lithium soufre, alors que le DBX est un SUV 5 portes à motorisations thermique ou hybride.